# Гонка по очкам
Гонка по очкам — индивидуальный вид велотрековой гонки, в котором окончательная классификация определяется по количеству очков, набранных гонщиками на промежуточных финишах или за круги дистанционного преимущества. Максимальная дистанция гонки составляет 40 км у мужчин и 25 км у женщин.

## История
Гонка входила в программу летних Олимпийских игр по 2008 год как самостоятельная дисциплина: .
- у мужчин — с 1984 года;
- у женщин — с 1996 года.

В настоящее время дисциплина является частью другой олимпийской дисциплины — омниума.

## Правила
Количество участников гонки не ограничено. Гонщики стартуют с ходу, на разгон даётся один круг.
Спортсмены получают зачётные очки на промежуточных финишах, организуемых через каждые несколько кругов. Число кругов зависит от длины велотрека:
| Длина трека, м | 250 | 285,714 | 333,33 | 400 |
| -------------- | --- | ------- | ------ | --- |
| Число кругов   | 100 | 70      | 60     | 50  |

На каждом промежуточном финише зачётные очки получают четыре гонщика, первыми пересекающие финишную линию. За первое место даётся 5 очков, за второе — 3, за третье — 2 и за четвертое — 1.
На главном (последнем) финише до 2002 года спортсмены получали удвоенное количество очков, сейчас — такое же, как на промежуточных финишах. Если гонщик обгоняет основную группу на круг, то он получает 20 очков (до 2002 года он получал круг дистанционного преимущества). Любой гонщик, отставший от основной группы на один круг, штрафуется на 20 очков.
В случае равенства очков у двух или более гонщиков победитель гонки определяются по результату на последнем промежуточном финише.

### Темповая гонка
Темповая гонка — это разновидность гонки по очкам, главное отличие которой заключается в системе начисления очков. Как самостоятельная дисциплина она появилась в правилах UCI в 2016 году, с того же года входит в состав омниума.
Первый промежуточный финиш организуется после первых пяти кругов, последующие — на каждом круге. Гонщик, пересекший финишную черту первым, получает одно очко.